# ユスフ・サード・カメル
ユスフ・サード・カメル（英語: Yusuf Saad Kamel、アラビア語: يوسف سعد كامل 、Gregory Konchellah、1983年3月29日 - ）はバーレーンの陸上競技選手、専門は800mと1500mを主とする中距離走。世界陸上競技選手権ベルリン大会男子1500m優勝者。

## 略歴・人物
ケニア・リフトバレー州ナロクに生まれ、グレゴリー・コンチェラーと名づけられた。父は世界陸上競技選手権大会男子800mを2度制したビリー・コンチェラーである。ケニアで競技生活を送った後、2003年にバーレーンへ国籍変更し、名をユスフ・サード・カメルへと改めた。ペーススポーツマネジメントに属して練習を行ない、リッキー・シムスの指導を受けていた。
2008年北京オリンピック男子800mでは1分44秒95の記録で5位入賞の成績を残した。その後の2009年、カメルはバーレーン陸連による給料およびボーナスの不払いに抗議し、ケニアに復帰しようと考えた。しかしカメルのケニア旅券はバーレーン当局が保持していたために、あらゆる大会に出場することができず、カメルはケニア陸連にバーレーン陸連との交渉を求めた。背景にはケニア陸連側の事情も絡んでいた。若手の有望な選手がケニア国内の過酷な競争を避け、国際大会の代表枠が得やすいバーレーンやカタールなど中東のアジア諸国へ流出し続けており、これを阻止しようとするケニア陸連側の立場があった。実際にバーレーンの市民権を取得した何人かのケニア人ランナーはバーレーンを離れて母国に戻り、大会に出場している。バーレーン陸連の同意が得られないままカメルをケニアに帰した場合はIAAFから3年間資格停止処分を受けるため、ケニア陸連はこの問題について交渉を続けたが進展が滞り、最中の2009年7月カメルはアスレティッシマにバーレーン陸連所属のまま出場。これが影響を及ぼしカメルはケニアに復帰することができなかった。
2009年8月、カメルはバーレーン代表として世界陸上競技選手権ベルリン大会に出場し1500mで優勝、800mでは3位に入る活躍を残した。

## 主な戦績
| 年   | 大会                               | 開催地                  | 種目  | 順位 | 備考 |
| ---- | ---------------------------------- | ----------------------- | ----- | ---- | ---- |
| 2004 | アジア室内陸上競技選手権大会       | テヘラン（ イラン）     | 800m  | 3位  |      |
| 2004 | IAAFワールドアスレチックファイナル | モンテカルロ（ モナコ） | 800m  | 優勝 |      |
| 2005 | IAAFワールドアスレチックファイナル | モンテカルロ（ モナコ） | 800m  | 2位  |      |
| 2006 | IAAFワールドカップ                 | アテネ（ ギリシャ）     | 800m  | 優勝 |      |
| 2008 | 世界室内陸上競技選手権大会         | バレンシア（ スペイン） | 800m  | 3位  |      |
| 2008 | オリンピック                       | 北京（ 中華人民共和国） | 800m  | 5位  |      |
| 2009 | 世界陸上競技選手権大会             | ベルリン（ ドイツ）     | 1500m | 優勝 |      |
| 2009 | 世界陸上競技選手権大会             | ベルリン（ ドイツ）     | 800m  | 3位  |      |

## 記録
- 屋外

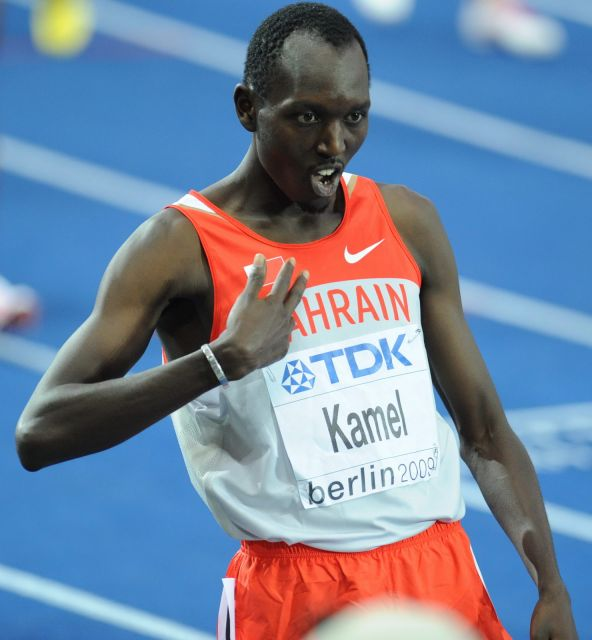
2009年世界陸上競技選手権大会1500m優勝時

  - 800m - 1分42秒79（2008年）アジア記録
  - 1500m - 3分31秒56（2009年）
- 室内
  - 800m - 1分45秒26（2008年）
  - 1500m - 3分40秒28（2008年）